# Walburga von Hohenthal

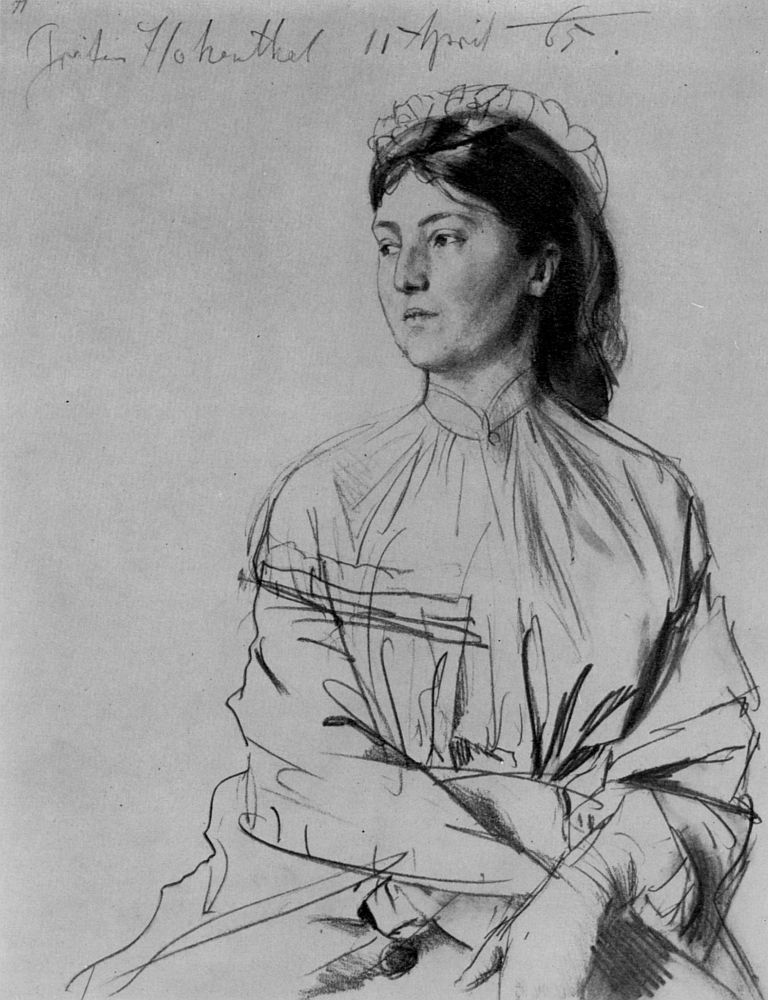
Walburga von Hohenthal, porträtiert von Adolph Menzel.

Walburga Ehrengarde Helena Gräfin von Hohenthal, später Lady Walburga Paget (* 3. Mai 1839 in Berlin; † 11. Oktober 1929 in Newnham on Severn, Gloucestershire) war eine deutsche Hofdame am preußischen Königshof und Autorin.

## Leben
Sie war eine Tochter des Grafen Karl Friedrich Anton von Hohenthal (1803–1852) und Emilie Albertine geb. Gräfin von Gneisenau (1809–1855). Ihre Geschwister waren Carl Friedrich Moritz von Hohenthal (1840–1927) und Angelica Adelheid Valeria (1841–1870), ihre Großväter waren Carl Ludwig August von Hohenthal und August von Gneisenau.
In jungen Jahren in Diensten an den königlichen preußischen Hof nach Berlin geschickt, war Walburga von Hohenthal eine der Hofdamen von Victoria von Großbritannien und Irland, der preußischen Kronprinzessin. Sie wurde gemeinsam mit Maria zu Lynar (1835–1876) zur Hofdame ernannt, nachdem Prinz Albert von Sachsen-Coburg und Gotha dagegen protestiert hatte, dass seiner Tochter am preußischen Hof nur deutlich ältere Hofchargen beigesellt waren. Daraufhin wurden die beiden Komtessen zusätzlich zu Hofdamen berufen. 1860 schied Walburga von Hohenthal aus dem Hofdienst aus und heiratete den britischen Diplomaten Augustus Berkeley Paget († 1896). Ihre Nachfolgerin am Hof wurde ihre jüngere Schwester Valerie (1841–1878), die man einige Jahre später, da sie in einen streng geheim gehaltenen tragischen Skandal verwickelt war, vom Hof verbannte.
Walburga von Hohenthal hinterließ umfangreiche Aufzeichnungen über das Zeitalter, das sie erlebt hatte. Gemeinsam mit ihrem Mann lebte sie unter anderem am dänischen Königshof. Dort spielte sie eine Rolle bei der Eheanbahnung zwischen dem Prince of Wales mit der dänischen Königstochter Alexandra von Dänemark.

## Werke
- Vegetable diet. Its benefits. An article extracted from the Nineteenth Century. 1892.
- Colloquies with an unseen friend. 1907.
- Scenes and Memories. London 1912 (auf Deutsch: Zeugin einer Zeitenwende, 1997).
- Embassies of Other Days. 1923.
- In My Tower. 1924.
- The Linings of Life. 1929.